# Słonka filipińska
Słonka filipińska (Scolopax bukidnonensis) – gatunek średniej wielkości ptaka z rodziny bekasowatych (Scolopacidae). Występuje endemicznie na Filipinach – na Mindanao (na 4 szczytach górskich), Luzonie (w środkowej i północnej części) i sąsiednich wyspach Calayan i Babuyan. Nie wyróżnia się podgatunków.
Jego naturalnym środowiskiem są górskie lasy (wyłącznie powyżej 900 m n.p.m.).
Gatunek został opisany jako nowy w 2001 r., jednak pierwszy osobnik został schwytany na Luzonie w latach 60. XX w. i został błędnie opisany jako okaz słonki (Scolopax rusticola). Później ptak ten był widziany i słyszany w 1993 r., a nowy osobnik, który potwierdził odkrycie nowego gatunku, został schwytany w styczniu 1995 r. Epitet gatunkowy pochodzi od zbiorczej nazwy lokalnych plemion zamieszkujących rejon góry Kitanglad na Mindanao, od nich także wywodzi się nazwa prowincji Bukidnon.
Długość ciała około 30–33 cm, wliczając długi, prosty dziób; masa ciała 193–310 g.
Niewiele wiadomo o ekologii tego ptaka.
IUCN uznaje słonkę filipińską za gatunek najmniejszej troski (LC, Least Concern). Liczebność populacji i jej trend nie są znane.